# Pennsylvania Station
A Pennsylvania Station (más néven New York Penn Station vagy egyszerűen Penn Station) New York város fő távolsági vasútállomása és a nyugati félteke legforgalmasabb közlekedési létesítménye, amely 2019-től hétköznaponként több mint 600 000 utast szolgál ki. A Madison Square Garden alatt, a Hetedik és Nyolcadik sugárút, valamint a 31. és 33. utca által határolt tömbben, a James A. Farley épületben található az állomás, további kijáratokkal a közeli utcákra, Manhattan belvárosában. Közel van számos népszerű manhattani helyszínhez, köztük a Herald Square-hez, az Empire State Buildinghez, a Koreatownhoz és a Macy's Herald Square-hez.
A Penn Station 21 vágánya hét alagúttal áll kapcsolatban, beleértve a két North River Tunnelt, négy East River Tunnelt és egy Empire Connection alagutat. A pályaudvar a Northeast Corridor középpontjában áll, amely egy olyan személyszállító vasútvonal, amely New York Cityt északon Bostonnal, délen pedig Philadelphiával, Baltimore-ral és Washington D.C.-vel köti össze, különböző közbenső állomásokkal együtt. Az intercity vonatokat az Amtrak üzemelteti, amely az állomás tulajdonosa, míg az ingázó vasúti szolgáltatásokat a Long Island Rail Road (LIRR) és az NJ Transit (NJT) üzemelteti. A komplexumon belül csatlakozási lehetőségek állnak rendelkezésre a New York-i metróhoz és a buszokhoz.
A Penn Station az építtetőjéről és eredeti tulajdonosáról, a Pennsylvania Railroadról (PRR) kapta a nevét, és több más városok állomásával osztozik a nevén. Az eredeti Pennsylvania Station a McKim, Mead és White által tervezett díszes állomásépület volt, amelyet a Beaux-Arts stílus remekművének tartanak. Az 1910-ben elkészült állomás először tette lehetővé New York City közvetlen vasúti megközelítését délről. A fejépületet és a vasúti csarnokot 1963-ban lebontották, amikor a vonatok száma alacsony volt, és a vasúti infrastruktúrát a ma is meglévő kisebb földalatti állomásként építették újjá. A The New York Times szerkesztősége az eredeti állomás lebontását "monumentális vandalizmusnak" nevezte, és a rombolás a modern műemlékvédelmi mozgalomnak adott lendületet.
A 2020-as években megnyílt a Moynihan Train Hall, a Penn Station bővítése a Farley posta épületében, valamint a LIRR előcsarnok bővítése és egy új közvetlen bejárat a 33. utcáról a LIRR előcsarnokba. A további tervek szerint egy új déli melléképületben vasúti peronokat építenének ki, amelyek csatlakoznának a Hudson folyó alatt húzódó két új Gateway Program-alagúthoz, földalatti összeköttetést biztosítanának a Herald Square állomással és a PATH-hal a 33. utcai állomáshoz, valamint felújítanák a Penn Station magját a Madison Square Garden alatt.

## Járatok
Az állomást több vasúttársaság is használja. Számos neves Amtrak járat kiindulási vagy közbeeső állomása:
- Acela Express
- Adirondack
- Cardinal
- Carolinian
- Crescent
- Empire Service
- Ethan Allen Express
- Keystone Service
- Lake Shore Limited
- Maple Leaf
- Pennsylvanian
- Northeast Regional
- Palmetto
- Silver Meteor
- Silver Star
- Vermonter
- New Jersey Transit

## Képek

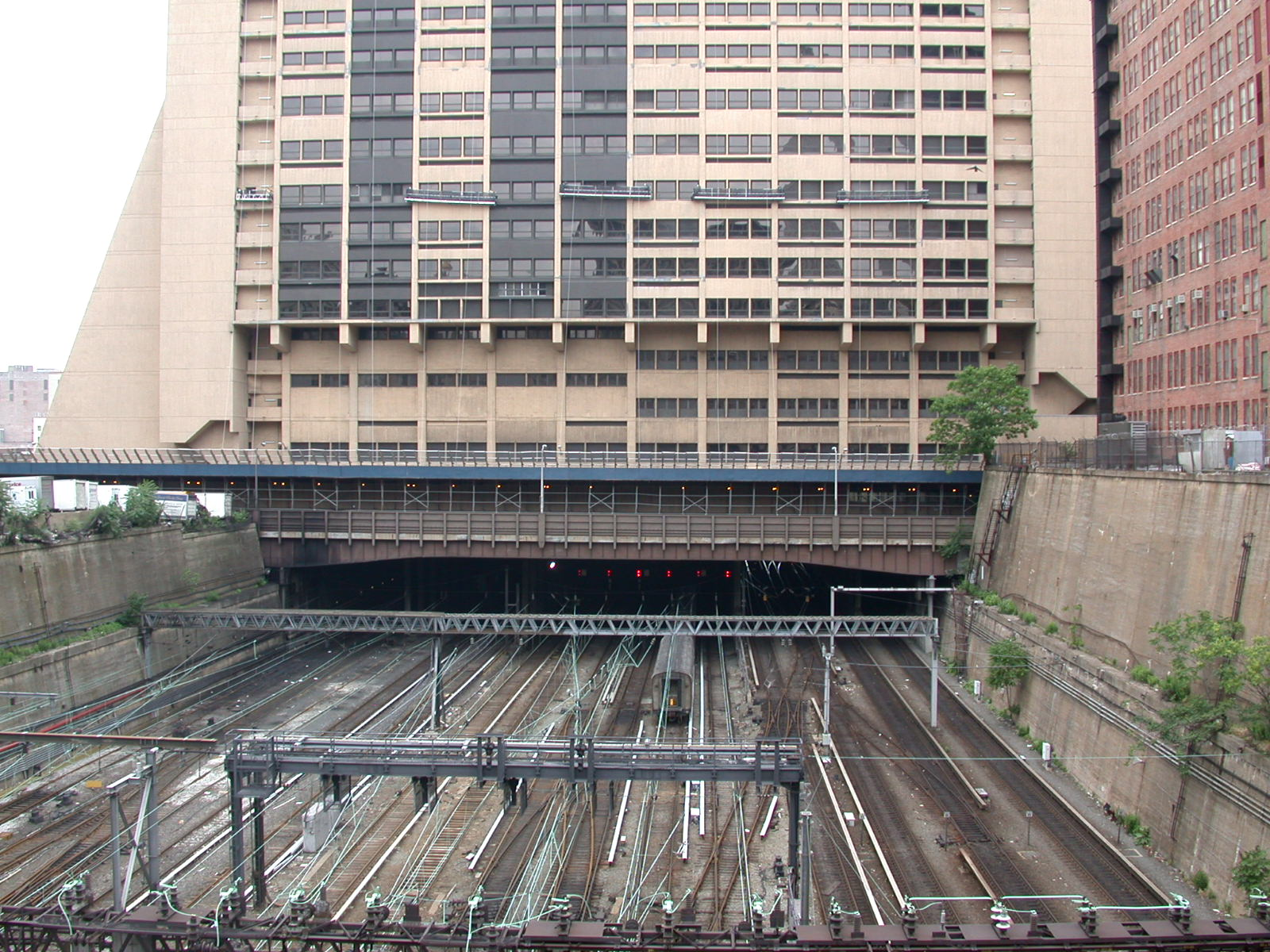
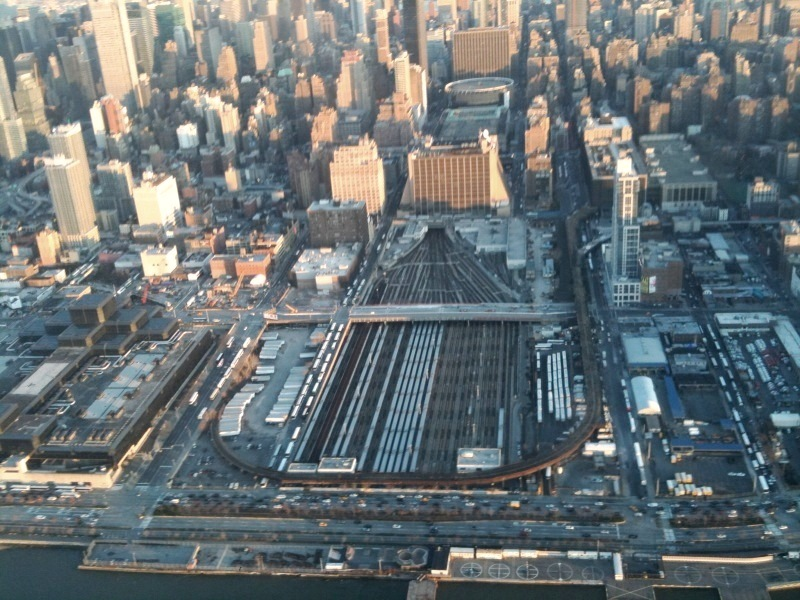
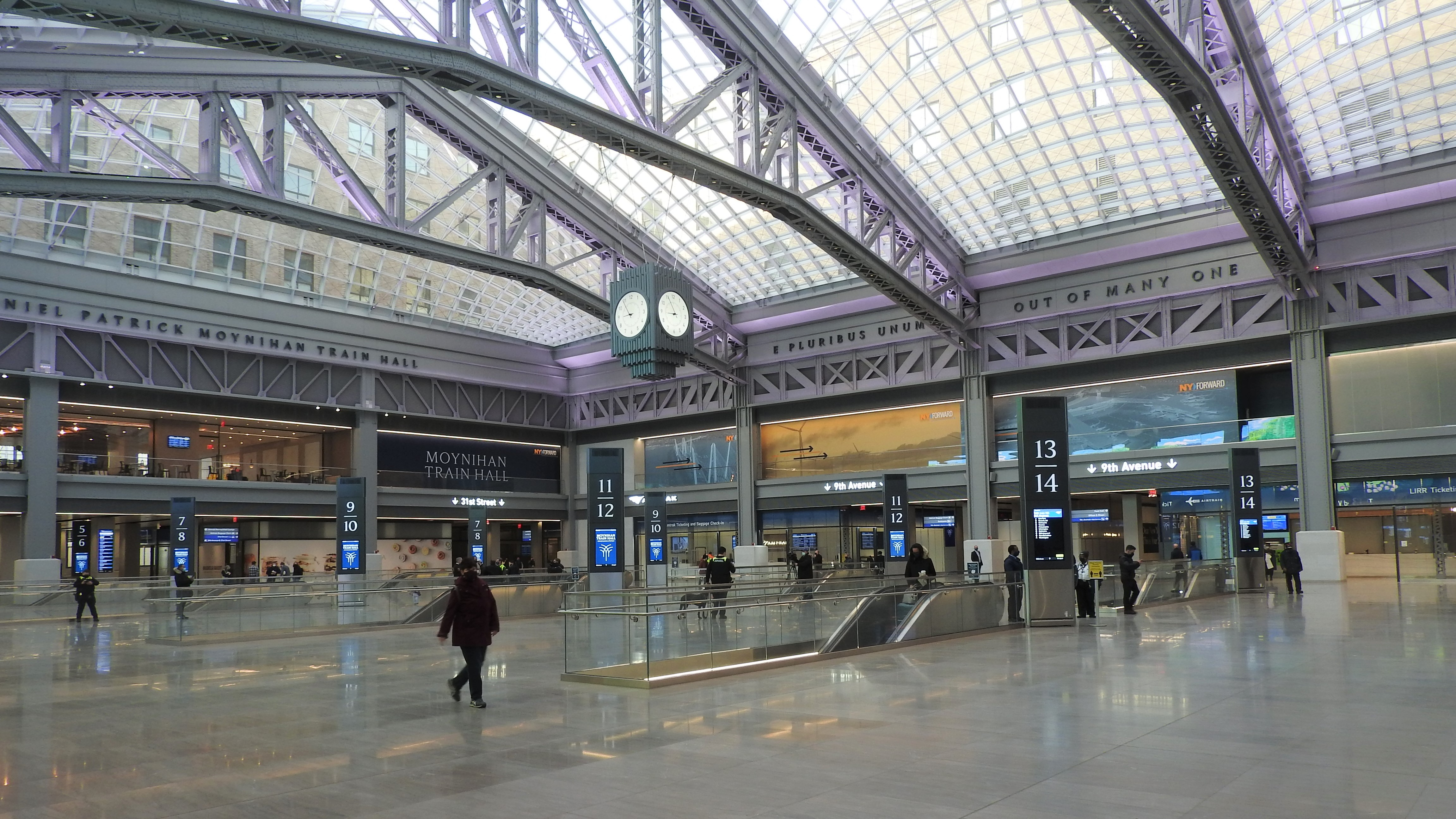
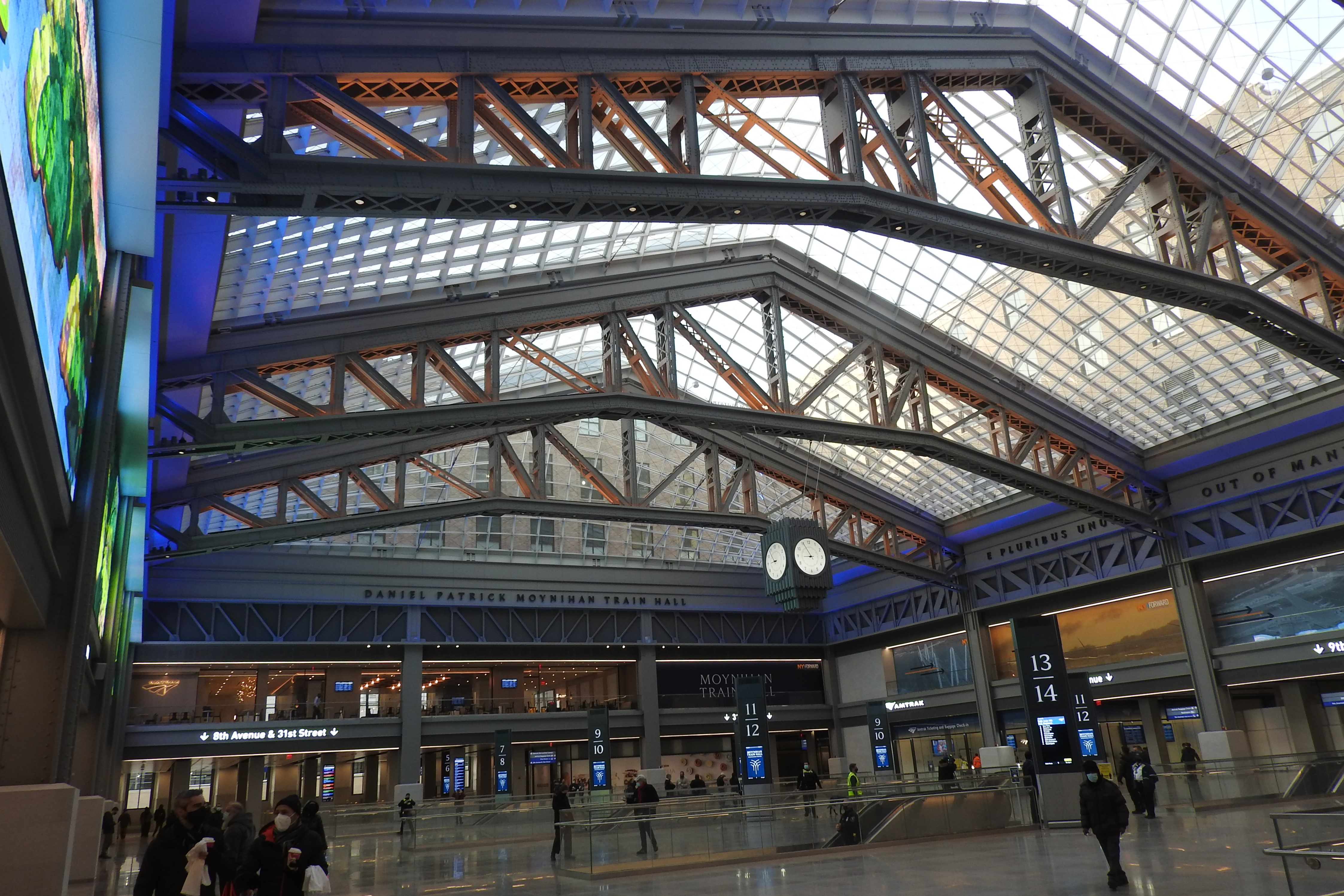
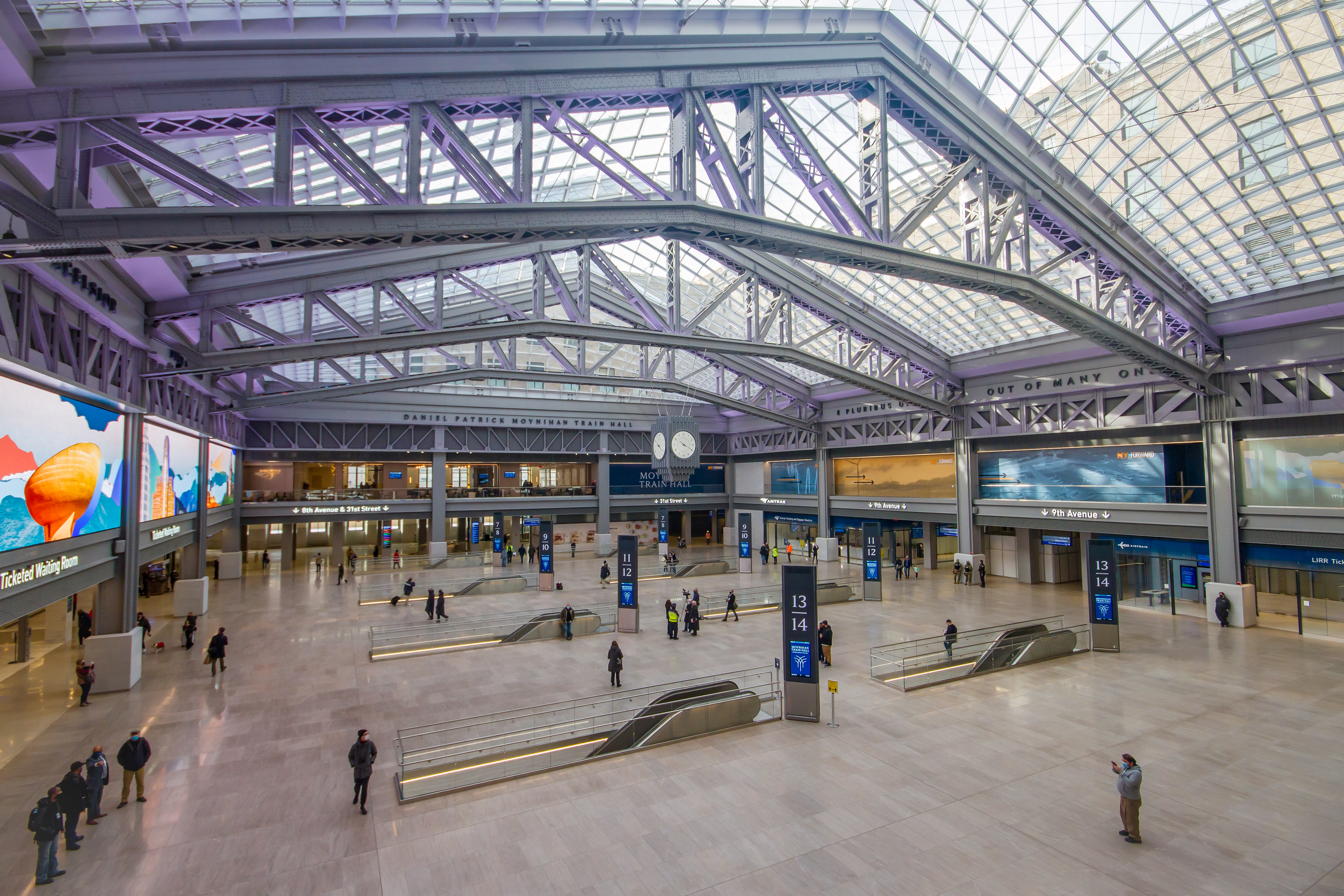
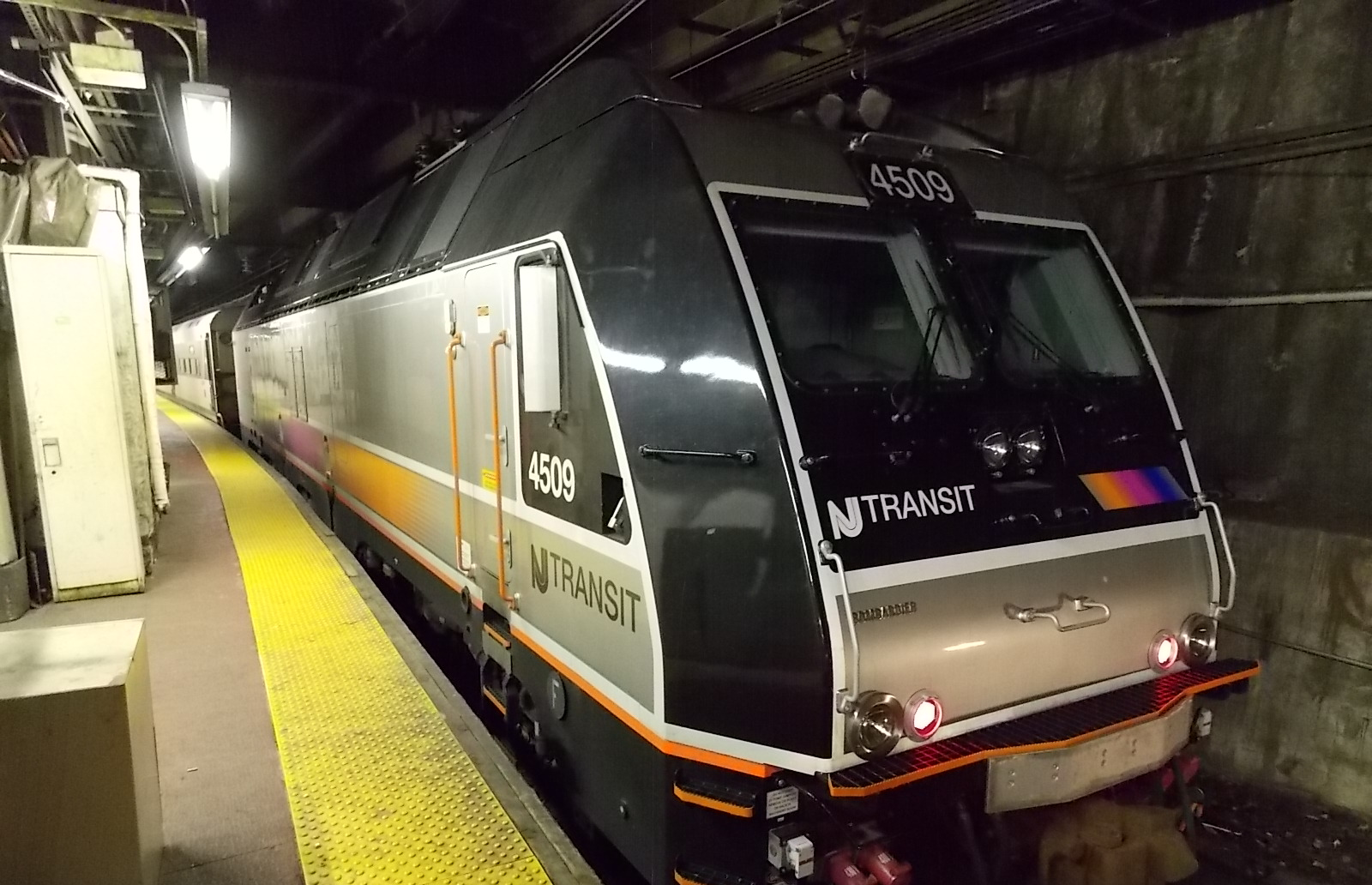
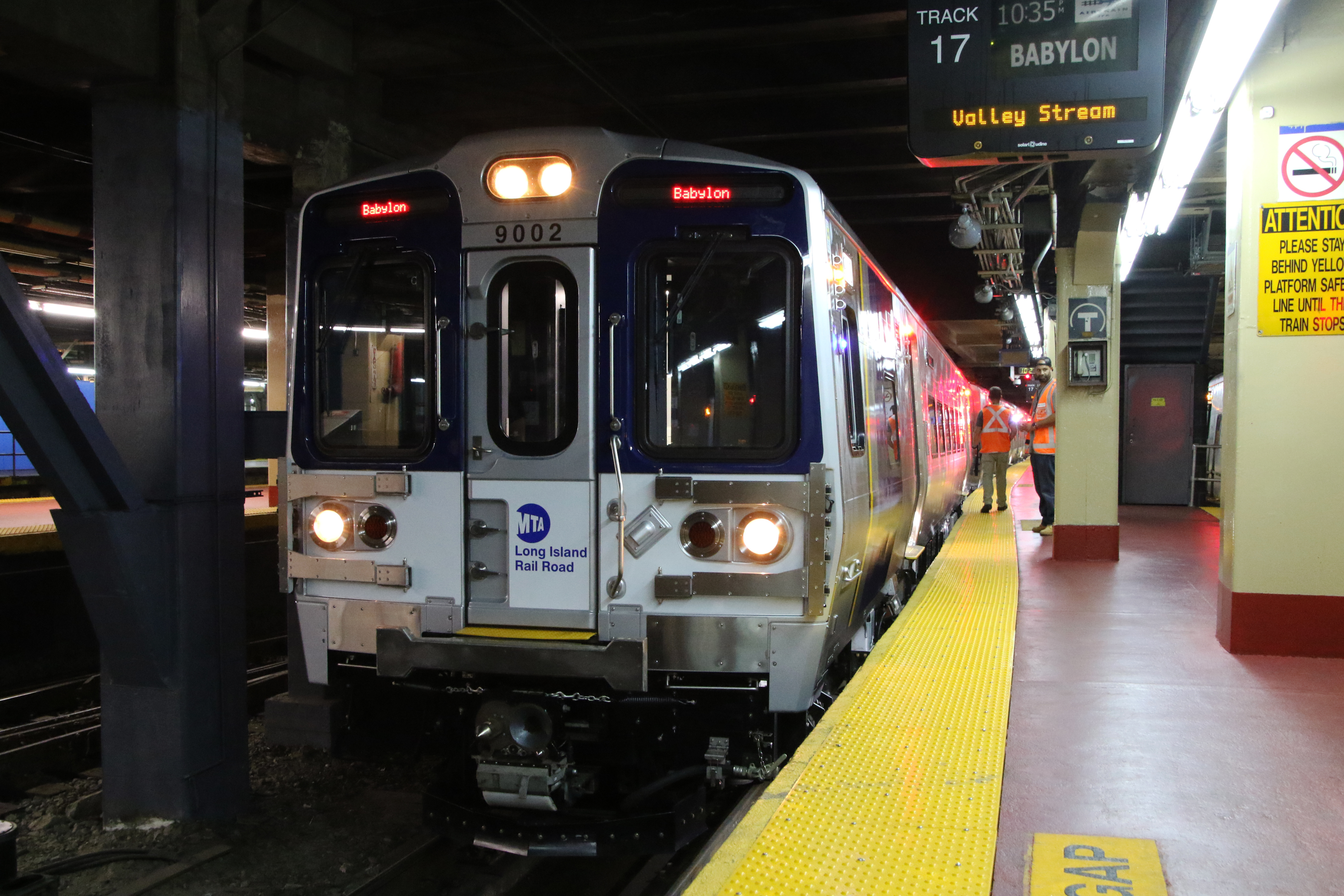